# Вижвиль
Вижви́ль (фр. Vigeville, окс. Vijavila) — коммуна во Франции, находится в регионе Лимузен. Департамент коммуны — Крёз. Входит в состав кантона Аэн. Округ коммуны — Гере.
Код INSEE коммуны — 23262.

## Население
Население коммуны на 2010 год составляло 150 человек.
| 1962 | 1968 | 1975 | 1982 | 1990 | 1999 | 2010 |
| ---- | ---- | ---- | ---- | ---- | ---- | ---- |
| 159  | 139  | 133  | 139  | 145  | 136  | 150  |

## Экономика
В 2010 году среди 93 человек трудоспособного возраста (15—64 лет) 69 были экономически активными, 24 — неактивными (показатель активности — 74,2 %, в 1999 году было 84,6 %). Из 69 активных жителей работали 55 человек (28 мужчин и 27 женщин), безработных было 14 (7 мужчин и 7 женщин). Среди 24 неактивных 5 человек были учениками или студентами, 13 — пенсионерами, 6 были неактивными по другим причинам.